# 高原宏平
高原 宏平（たかはら こうへい、1924年12月 - 2006年3月）は、日本のドイツ文学者。ローザ・ルクセンブルクやヴァルター・ベンヤミン、エルンスト・ブロッホ、ヨハネス・Ｒ・ベッヒャーの翻訳者。同志社大学名誉教授。関西国民文化会議・対外文化連絡部〈ドイツ・グループ〉や新日本文学会、活動家集団思想運動で活動した。

## 来歴
東京都目黒区生まれ。第二次世界大戦中には、東京大学農学部農業経済学科で東畑精一に師事しながら、高津正道らの集まりに参加していた。後年、武井昭夫は、吉本隆明の「自分たちの世代の学生・生徒は左翼思想の影響を受けることがまったくできなかった」という主張を批判する際に、吉本と同い年である高原宏平の戦時下における学生生活に触れて、「吉本さんと同年配ないしもっと若い人たちで戦中から左翼だった人はいるわけです」と証言していた。戦後は、1947年に東京大学農学部を中退し、京都大学文学部文学科でドイツ文学者の谷友幸に師事してヘルダーリンを研究、1954年10月～1956年9月にかけてフンボルト奨学生として西ドイツのテュービンゲン大学に留学したのち、1957年6月から京都大学教養学部助教授に就任した。1953年に刊行された谷友幸訳のヘルダーリン『悲劇エムペードクレス』（岩波文庫、1953年5月）では下訳を務めている。
1950年代前半から半ばの留学していた時期を含む期間にも、『独逸文學研究』（京都大學分校獨逸語研究室）に、ヘルダーリンの「神聖な冷静さ」という言葉に着目して「詩作を自然な発想の場から意識的な知性的な反省の場に移そうとする現代詩人にさきがけた、鋭い批評精神」を体現する詩人としてヘルダーリンを評価した先駆的な研究論文「ヘルダーリン小論」（1953年12月号）、ドイツにおけるヘルダーリンの詩作品「平和の祝祭」をめぐる論争に独自の観点から言及してハイデガー派のベーダ・アレマンなどを批判しつつ「なぜナポレオンをヘルダーリンがこの詩のなかでじかにナポレオンと呼ばないかという、このヘルダーリン独自の詩法の重要な側面」に関して提起する「讃歌『平和の祝祭』をめぐる論争から」（1955年12月号）を発表したほか、ドイツ文学者の井上正蔵との共訳・共著として『ベッヒャー詩集』（1955年1月、創元社）を刊行した。井上正蔵の編著『ドイツ解放詩集』（河出書房、1956年1月）にもシュテファン・ヘルムリーンの「サモトラケ島にある勝利の女神ニーケの像」の翻訳を掲載している。帰国後には、新日本文学会の機関誌『新日本文学』にベルトルト・ブレヒト論「〝科学的生産の世紀〟と変革の眼」（1956年12月号）を発表した。
1950年代後半には、ドイツ民主共和国（東ドイツ）でペーター・フーヘルが初代編集長となって刊行されていた文学雑誌『意味と形式』の編集方針に感銘を受けて、野村修らとともに関西国民文化会議・対外文化連絡部〈ドイツ・グループ〉を立ち上げ、機関誌『黒いポンプ』（1958年11月～1961年12月）を刊行した。『黒いポンプ』は、ブレヒト、ヘルムリーン、ハンス・アイスラー、ベッヒャー、ヤーコブ・ファン・ホッディス、ジェルジュ・ルカーチ、エルンスト・ブロッホ、ヴァルター・ベンヤミン、ペーター・フーヘルの翻訳・紹介の作業を行い、各地の労働組合や文化サークルに伝えた。また、〈ドイツ・グループ〉は、ブレヒトの写真詩集『戦争案内』の幻灯スライド化、朝日新聞社との共催によるケーテ・コルヴィッツの絵画の巡回展、ヨリス・イヴェンスの『世界の河はひとつの歌をうたう』上映といった活動にも取り組んでいる。
1960年に、東京工業大学の講師に就任。1960年代には、『ローザ・ルクセンブルク選集』全4巻（1962～1963年、現代思潮社、久保覚が編集）の刊行、日本で初めてとなるベンヤミンの論集『複製技術時代の芸術』（1965年11月、紀伊国屋書店、野村修・高木久雄・川村二郎との共訳で「解説」は高原が担当）の出版、新日本文学会の機関紙『新日本文学』での飛鳥井雅道や野村修との共筆の「読書ノート」連載やイデオロギー時評、エルンスト・ブロッホの翻訳、カール・コルシュの紹介、新日本文学会内の組織部や石黒英男・岸田晩節との共同の現代思想研究会、野村修や田窪清秀ら〈ドイツ・グループ〉のメンバーなどによる出版会「四季」の創設および雑誌『RES NOVARE――状況と分析』や『スパルタクス書簡集――1916．9/12』の刊行、ベンヤミン・ブロッホ・ローザのテキストを用いたドイツ語の教本『ドキュメンタ・ノーヴァ』の作成といった活動に取り組んだ。『RES NOVARE――状況と分析』の活動は、関西における日韓条約反対運動やベトナム反戦運動と切り結びながら展開された。1968年のチェコ事件時には、イデオロギー闘争の先頭に立って「国際主義と社会主義的自由――チェコ事件と現代日本イデオロギーについて」という報告を発表、ロシア革命の針路をドイツ・プロレタリアートの針路との関係からとらえたローザ・ルクセンブルク『ロシア革命論』に依拠しつつ、新日本文学会のシンポジウムで武井昭夫とともに、ソ連非難に迎合する日本共産党や新左翼諸党派、新日本文学会内一部の政治的プラグマティズムを批判した。
1968年12月以降には、武井昭夫とともに「活動家集団思想運動」の結成を提案・主導して「呼びかけ」を起草した。当初は新日本文学会組織部のイニシアティブで結成しようとしたものの、後に有志の集まりに切り換えて、1969年1月に「活動家集団思想運動」結成準備会を開催。以降は準備委員会の事務責任者として3月の正式結成に奔走した。また、この時期に野村修とともに『ヴァルター・ベンヤミン著作集1 暴力批判論』を小野二郎の創業した晶文社から出版している。「活動家集団思想運動」結成後にも、1975年に機関誌として刊行された『社会評論』創刊号の巻頭言を執筆するなど中心メンバーとして活動した。1973年に同志社大学法学部の教員に就いて以降は関西を拠点にしつつ、1980年には、朴正煕政権下の韓国における11・22事件で「政治犯」として収監された同志社大学学生の姜鍾健との面会のために、「姜鍾健君を救う会」の担当者として渡韓している。生前、エルネスト・マンデルやヨハネス・Ｅ・ザイフェルトといった第四インターナショナルの関係者とも交流があった。

## 主な著述
- 「ヘルダーリン後期の詩――1800～1806」、1950年1月
- 「ホンブルク時代のヘルダーリン」、1953年2月
- 「ヘルダーリン小論」、『独逸文學研究』1953年12月号
- 「讃歌「平和の祝祭」をめぐる論争から」、『独逸文學研究』1955年12月号
- 「〝科学的生産の世紀〟と変革の眼――ブレヒト論」、『新日本文学』1956年12月号
- 「ヘルダーリン論争――一九五六年度ヘルダーリン協會大會から」、『独逸文學研究』1956年12月号
- 「初期のブレヒトに関する覚書」、『独逸文學研究』1957年6月号
- 「初期のブレヒトとベッヒャー」、『世界文学』1957年10月
- 「オラトリオ「マンスフェルト鉱山」」、『新日本文学』1959年10月号
- 「ベルトルト・ブレヒト論」、『新日本文学』1961年2月号
- 「読書ノート3＝革命」、『新日本文学』1964年9月号
- 「読書ノート4＝収容所の思想」『新日本文学』1964年10月号
- 「読書ノート7＝階級意識」、『新日本文学』1965年2月号
- 「読書ノート8＝大衆」、『新日本文学』1965年3月号
- 「平和のための闘争の意味――Ｗ・ベンヤミンを手がかりに」、『res novare』準備1号、出版会「四季」、1965年9月5日
- 「思想の結晶軸の喪失」、『新日本文学』1967年9月号
- 「春遠からじ――コルシュ『マルクスその思想の歴史的・批判的再構成』によせて」、『新日本文学』1967年10月号）
- 「ベンヤミンについて」、『ドキュメンタ・ノーヴァ』、出版会「四季」、1967年10月発行
- 「歴史的主体の位置」、『新日本文学』1967年12月号
- 「国際主義と社会主義的自由――チェコ事件と現代日本イデオロギーについて」、『新日本文学』1968年11月号
- 「結成総会までの経過」、『思想運動シリーズ1』、1969年3月
- 「大学問題と労働者階級」『思想運動』準備1号8～9面、1969年6月1日
- 「暴力体制と労働者階級」、『思想運動』準備2号6面、1969年8月1日
- 「古典的マルクス主義と現代の労働者階級」、『思想運動』第3号8面、1969年10月1日
- 「理性不信の風潮のなかで」、『思想運動』第5号6面、1969年12月1日号
- 「ローザの遺稿をめぐるいくつかの問題について」、『思想運動』第6号3面、1970年1月1日号
- 「ローザ・ルクセンブルクの評価によせて」、『現状分析』1970年3月号
- 「運動の経過と70年の課題――第二回総会についての報告」、『思想運動』第10号2～3面、1970年5月1日
- 「六月闘争の意味するもの」、『思想運動』第13号4面、1970年8月1日号
- 「現代マンガ論の虚妄」、『思想運動』第14号7面、1970年9月15日号
- 「当面する情勢と思想運動の課題――第四回総会報告」、『思想運動』第33号1～3面、1972年5月1日
- 「会員ならびに読者への訴え――〈活動家集団思想運動〉を強化するために」、『思想運動』29号6面、1972年12月15日
- 「ゲオルク・フォルスターとマインツ共和国――ドイツ・ジャコバン主義についての覚えがき・その1」、『同志社外国文学研究』1974年3月号
- 「『社会評論』発刊にあたって」、『社会評論』創刊号、1975年10月
- 「反ファシズム闘争とプロレタリア革命――現代の危機と社会主義革命への道Ⅱ」、『社会評論』4号、1976年5月）
- 「十月革命の現実に学ぶ作家たち」、『社会評論』第12号、1977年11月1日
- 「マルクス主義「克服」者への道――P・スウィージー『革命後の社会』について」、『社会評論』第29号、1980年11月
- 「谷友幸先生とヘルダーリン研究」、『故・谷友幸先生を偲んで――弔辞並びに追悼講演録』収録、1981年11月11日に発表
- 「全斗煥体制とそれとの闘い」、『社会評論』第35号、1981年12月1日

## 訳文・訳書
- フリードリヒ・ヘルダーリン「讃歌 詩人に寄す」、『独逸文學研究』1953年12月号）
- ヨハネス・R・ベッヒャー『ベッヒャー詩集』、創元社、1955年1月
- シュテファン・ヘルムリーン「サモトラケ島にある勝利の女神ニーケの像」、『ドイツ解放詩集』、河出書房1956年、1956年1月
- ヘルムリーン「アルカディア」、井上正蔵編『ドイツ短篇名作集』、学生社、1961年3月
- ブルーノ・アーピッツ「裸で狼の群のなかに」、至誠堂、1961年3月
- ローザ・ルクセンブルク『ローザ・ルクセンブルク選集』第1～第4巻（現代思潮社、1962～1963年）
- ヨハネス・Ｅ・ザイフェルト／高原宏平訳「現代哲学の諸問題――ザイフェルト氏記念講演会から㊤（講演名＝現代をいかに理解するか――その歴史的構成」、『京都大学新聞』1965年１月25日号
- ヨハネス・Ｅ・ザイフェルト／高原宏平訳「現代哲学の諸問題――ザイフェルト氏記念講演会から㊦（講演名＝現代をいかに理解するか――その歴史的構成」、『京都大学新聞』1965年２月１日号
- ヴァルター・ベンヤミン「破壊的性格」、『res novare（レスノヴァレ）』準備1号、出版会「四季」、1965年9月5日号
- エルンスト・ブロッホ「革命の神学者ミュンツァー――ミュンツァーとルター」、『新日本文学』1965年11月号
- ヴァルター・ベンヤミン『複製技術時代の芸術』、紀伊国屋書店、1965年11月
- エルンスト・ブロッホ「演劇界のレーニン主義者」、『新日本文学』1965年12月号
- ヨハネス・E・ザイフェルト「行動するか行動しないか、それが問題だ――ヴァイスとエンツェンスベルガーへの公開状」、『新日本文学』1967年2月号
- 『「インターナツィオナーレ」誌の成立前後――スパルタクス・ブントの歴史のために』、出版会「四季」、1967年4月
- プラハ・クラブ「共通の立場」、『新日本文学』1968年11月
- 『スパルタクス書簡集1――1916．9/12』、出版会「四季」、1969年1月
- ヴァルター・ベンヤミン『ヴァルター・ベンヤミン著作集1 暴力批判論』、晶文社、1969年5月
- ヨハネス・Ｅ・ザイフェルト「日本における大学および学生運動の現状についての批判的テーゼ」、『思想運動』準備1号8～9面、1969年6月1日
- ローザ・ルクセンブルク「戦争・民族問題・革命に関する断片」、『思想運動』第6号3面、1970年1月1日号
- ヨハネス・E・ザイフェルト「友よ、醒めた態度を堅持しよう――三島事件によせて」、『思想運動』18号7面、1971年1月15日号
- Ｈ・Ｈ・ホルツ「こんにちにおけるマルクス主義者の任務」、『社会評論』第80号、1990年11月1日